# Dasyonchocotyle spiniphallus
Dasyonchocotyle spiniphallus är en plattmaskart. Dasyonchocotyle spiniphallus ingår i släktet Dasyonchocotyle och familjen Hexabothriidae. Inga underarter finns listade i Catalogue of Life.